# Giuseppe Guerini
Pour les articles homonymes, voir Guérini.
Giuseppe Guerini est un coureur cycliste italien né le 14 février 1970 à Gazzaniga (en Lombardie). Il est surnommé Turbo.

## Biographie
Giuseppe Guerini passe professionnel en 1993. Il porte d'abord les couleurs de l'équipe Navigare-Blue Storm de 1993 à 1995, puis Polti de 1996 à 1998, et T-Mobile depuis 1999. Excellent grimpeur, ancien leader, Giuseppe Guerini a été l'un des grands rivaux de son compatriote Marco Pantani lors des Tours d'Italie 1997 et 1998. Mais c'est aussi le fidèle équipier de l'Allemand Jan Ullrich depuis 1999. Malgré les regards tournés vers Jan Ullrich et Andreas Klöden dans son équipe, Giuseppe arrive à se distinguer dans les courses par étapes.
Sa victoire d'étape sur le Tour de France à L'Alpe d'Huez en 1999 reste célèbre dans les mémoires, en particulier en raison de sa chute provoquée par un supporter photographe sous la flamme rouge, mais qui ne l'empêche pas d'aller chercher la victoire avec une vingtaine de secondes d'avance sur Pavel Tonkov.
Au mois de juin 2000, il participe notamment au Tour de Suisse. Lors de la première étape disputée à Uster sous la forme d'un contre-la-montre par équipes, la Deutsche Telekom réalise le meilleur temps et remporte cette première étape, permettant à son coéquipier Steffen Wesemann de prendre le maillot jaune de leader du classement général.

## Palmarès

### Palmarès amateur
- 1988
  - Giro della Lunigiana
  - Une étape des Tre Ciclistica Bresciana
  - 2e des Tre Ciclistica Bresciana
- 1990
  - Trophée Rigoberto Lamonica
  - 10e étape du Tour du Costa Rica
- 1991
  - Trofeo Gianfranco Bianchin
  - 2e étape du Tour du Chili
  - 3e du Baby Giro
- 1992
  - Annemasse-Bellegarde et retour
  - 2e de l'An Post Rás
  - 2e de la Cronoscalata Gardone Val Trompia-Prati di Caregno
  - 3e du championnat d'Italie sur route amateurs

### Palmarès professionnel
| - 1994 - 9e étape du Tour du Portugal - 2e de la Semaine lombarde - 1995 - 1re et 6e étapes de la Semaine lombarde - 2e de la Semaine lombarde - 3e du Tour du Haut-Var - 3e du Grand Prix de Lugano - 1996 - 3e étape de la Route du Sud - 2e de la Route du Sud - 3e du Tour de Romandie - 1997 - 3e du Tour d'Italie - 1998 - 8e étape de la Semaine lombarde - 17e étape du Tour d'Italie - 3e du Tour d'Italie | - 1999 - 10e étape du Tour de France - 2e du Mémorial Josef Voegeli - 3e du Tour de Castille-et-León - 8e du Tour de Suisse - 2000 - 1re étape du Tour de Suisse (contre-la-montre par équipes) - 2002 - 3e étape de la Semaine catalane - 2e de la Semaine catalane - 2003 - 2e du Tour de Suisse - 2004 - 8e du Tour de Suisse - 2005 - 19e étape du Tour de France |  |

### Résultats sur les grands tours

#### Tour de France
10 participations
- 1996 : 27e
- 1997 : 53e
- 1999 : 22e, vainqueur de la 10e étape
- 2000 : 26e
- 2001 : 39e
- 2002 : 80e
- 2003 : 35e
- 2004 : 25e
- 2005 : 20e, vainqueur de la 19e étape
- 2006 : 26e

#### Tour d'Italie
6 participations
- 1994 : 32e
- 1995 : 31e
- 1996 : 22e
- 1997 : 3e
- 1998 : 3e, vainqueur de la 17e étape
- 2001 : 44e

#### Tour d'Espagne
4 participations
- 1993 : abandon (15e étape)
- 1998 : abandon (4e étape)
- 1999 : abandon (10e étape)
- 2007 : abandon (17e étape)

### Classements mondiaux
| Année              | 2005 |
| ------------------ | ---- |
| Classement ProTour | 145e |